# Codice ATC C03
Il codice ATC C03 "Diuretici" è un sottogruppo del sistema di classificazione Anatomico Terapeutico e Chimico, un sistema di codici alfanumerici sviluppato dall'OMS per la classificazione dei farmaci e altri prodotti medici. Il sottogruppo C03 fa parte del gruppo anatomico C, farmaci per l'apparato circolatorio.
Codici per uso veterinario (codici ATCvet) possono essere creati ponendo la lettera Q di fronte al codice ATC umano: QC03...  I codici ATCvet senza corrispondente codice ATC umano sono riportati nella lista seguente con la Q iniziale.
Numeri nazionali della classificazione ATC possono includere codici aggiuntivi non presenti in questa lista, che segue la versione OMS.

## C03A Diuretici ad azione limitata, tiazidici

### C03AA Tiazidi, semplici
C03AA01 Bendroflumetiazide
C03AA02 Idroflumetiazide
C03AA03 Idroclorotiazide
C03AA04 Clorotiazide
C03AA05 Politiazide
C03AA06 Triclormetiazide
C03AA07 Ciclopentiazide
C03AA08 Meticlorotiazide
C03AA09 Ciclotiazide
C03AA13 Mebutizide
QC03AA56 Triclormetiazide, associazioni

### C03AB Tiazidi e potassio in associazione
C03AB01 Bendroflumetiazide e potassio
C03AB02 Idroflumetiazide e potassio
C03AB03 Idroclorotiazide e potassio
C03AB04 Clorotiazide e potassio
C03AB05 Politiazide e potassio
C03AB06 Triclormetiazide e potassio
C03AB07 Ciclopentiazide e potassio
C03AB08 Meticlotiazide e potassio
C03AB09 Ciclotiazide e potassio

### C03AH Tiazidi, associazioni con psicolettici e/o analgesici
C03AH01 Clorotiazide, associazioni
C03AH02 Idroflumetiazide, associazioni

### C03AX Tiazidi, associazioni con altri farmaci
C03AX01 Idroclorotiazide, associazioni

## C03B  Diuretici ad azione limitata, esclusi i tiazidici

### C03BA Sulfamidici, semplici
C03BA02 Quinetazone
C03BA03 Clopamide
C03BA04 Clortalidone
C03BA05 Mefruside
C03BA07 Clofenamide
C03BA08 Metolazone
C03BA09 Meticrano
C03BA10 Xipamide
C03BA11 Indapamide
C03BA12 Clorexolone
C03BA13 Fenquizone
C03BA82 Clorexolone, associazioni con psicolettici

### C03BB Sulfamidici e potassio in associazione
C03BB02 Quinetazone e potassio
C03BB03 Clopamide e potassio
C03BB04 Clortalidone e potassio
C03BB05 Mefruside e potassio
C03BB07 Clofenamide e potassio

### C03BC Diuretici mercuriali
C03BC01 Mersalile

### C03BD Derivati xantinici
C03BD01 Teobromina

### C03BX Altri diuretici ad azione limitata
C03BX03 Cicletanina

## C03C Diuretici ad azione diuretica ampia

### C03CA Sulfamidici, semplici
C03CA01 Furosemide
C03CA02 Bumetanide
C03CA03 Piretanide
C03CA04 Torasemide

### C03CB Sulfamidici e potassio in associazione
C03CB01 Furosemide e potassio
C03CB02 Bumetanide e potassio

### C03CC Derivati dell'acido arilossiacetico
C03CC01 Acido etacrinico
C03CC02 Acido tienilico

### C03CD Derivati del pirazolone
C03CD01 Muzolimina

### C03CX Altri diuretici ad azione diuretica ampia
C03CX01 Etozolina

## C03D Diuretici risparmiatori di potassio

### C03DA Antagonisti dell'aldosterone
C03DA01 Spironolattone
C03DA02 Canrenoato di potassio
C03DA03 Canrenone
C03DA04 Eplerenone

### C03DB Altri diuretici risparmiatori di potassio
C03DB01 Amiloride
C03DB02 Triamterene

## C03E Diuretici e risparmiatori di potassio in associazione

### C03EA Diuretici ad azione limitata e risparmiatori di potassio
C03EA01 Idroclorotiazide e risparmiatori di potassio
C03EA02 Triclormetiazide e risparmiatori di potassio
C03EA03 Epitizide e risparmiatori di potassio
C03EA04 Altizide e risparmiatori di potassio
C03EA05 Mebutizide e risparmiatori di potassio
C03EA06 Clortalidone e risparmiatori di potassio
C03EA07 Ciclopentiazide e risparmiatori di potassio
C03EA12 Metolazone e risparmiatori di potassio
C03EA13 Bendroflumetiazide e risparmiatori di potassio
C03EA14 Butizide e risparmiatori di potassio

### C03EB Diuretici ad azione ampia e risparmiatori di potassio
C03EB01 Furosemide e risparmiatori di potassio
C03EB02 Bumetanide e risparmiatori di potassio

## C03X Altri diuretici

### C03XA Antagonisti dei recettori della vasopressina
C03XA01 Tolvaptan
C03XA02 Conivaptan